# NGC 2964
NGC 2964 (również PGC 27777 lub UGC 5183) – galaktyka spiralna z poprzeczką (SBbc), znajdująca się w gwiazdozbiorze Lwa. Odkrył ją William Herschel 7 grudnia 1785 roku.